# Palio des communes
Le Palio des Communes (en italien Gran Premio Palio Dei Comuni) est une course hippique de trot attelé se déroulant au mois de novembre sur l'hippodrome de Montegiorgio, en Italie. 
C'est une course internationale de Groupe I réservée aux chevaux de 3 ans et plus. Elle se court sur la distance de 1 600 mètres, départ à l'autostart, et se dispute en trois batteries qualificatives et une finale disputée le même jour. En 2024, l'allocation s'élève à 129 250 € pour la finale.
Le nom de cette course résulte de sa conception : vingt-quatre communes alentour de Montegiorgio choisissent chacune un représentant parmi les concurrents des trois batteries de huit. Lors de la première édition en 1989, le vainqueur, Einstein, représentait ainsi la commune de Magliano di Tenna,.

## Palmarès
| Année | Vainqueur          | Pays       | Père              | Driver                | Temps  |
| ----- | ------------------ | ---------- | ----------------- | --------------------- | ------ |
| 2024  | Dany Capar         | Italie     | Exploit Caf       | Alessandro Gocciadoro | 1'12"1 |
| 2023  | Akela Pal Ferm     | Italie     | Maharajah         | Antonio Di Nardo      | 1'11"3 |
| 2022  | Bengurion Jet      | Italie     | Maharajah         | Alessandro Gocciadoro | 1'10"9 |
| 2021  | Global Trustworthy | Suède      | Muscle Hill       | Alessandro Gocciadoro | 1'11"1 |
| 2020  | Chief Orlando      | Norvège    | Orlando Vici      | Vincenzo Gallo        | 1'10"9 |
| 2019  | Cokstile           | Italie     | Quite Easy        | Antonino di Nardo     | 1'10"4 |
| 2018  | Peace of Mind      | Italie     | Uronometro        | Alessandro Gocciadoro | 1'11"4 |
| 2017  | Peace of Mind      | Italie     | Uronometro        | Alessandro Gocciadoro | 1'10"9 |
| 2016  | Pascia’ Lest       | Italie     | Varenne           | Pietro Gubellini      | 1'11"4 |
| 2015  | Zorro Photo        | Suède      | SJ's Photo        | Gianpaolo Minucci     | 1'12"  |
| 2014  | Mack Grace Sm      | Italie     | Cc's Chuckie T    | Roberto Andreghetti   | 1'11"8 |
| 2013  | Mack Grace Sm      | Italie     | Cc's Chuckie T    | Roberto Andreghetti   | 1'11"8 |
| 2012  | Mack Grace Sm      | Italie     | Cc's Chuckie T    | Roberto Andreghetti   | 1'11"2 |
| 2011  | Linda dei Casei    | Italie     | Uronometro        | Alessandro Gocciadoro | 1'12"  |
| 2010  | Mack Grace Sm      | Italie     | Cc's Chuckie T    | Tommaso di Lorenzo    | 1'11"8 |
| 2009  | Opal Viking        | Suède      | Turnpike Taylor   | Roberto Andreghetti   | 1'12"5 |
| 2008  | Opal Viking        | Suède      | Turnpike Taylor   | Jorma Kontio          | 1'12"4 |
| 2007  | Torvald Palema     | Suède      | Alf Palema        | Åke Svanstedt         | 1'11"3 |
| 2006  | Opal Viking        | Suède      | Turnpike Taylor   | Jorma Kontio          | 1'12"8 |
| 2005  | Pegasus Boko       | Suède      | Barbeque          | Roberto Andreghetti   | 1'12"2 |
| 2004  | Infant du Bossis   | France     | And Arifant       | Örjan Kihlstrom       | 1'12"1 |
| 2003  | Java Darche        | France     | Baccarat du Pont  | Roberto Andreghetti   | 1'12"4 |
| 2002  | Tinak Mo           | Italie     | Dick's Bell       | Biagio Lo Verde       | 1'12"3 |
| 2001  | Sugarcane Volo     | Norvège    | Sugarcane Hanover | Hans Petter Tholfsen  | 1'11"6 |
| 2000  | Turno Gas          | Italie     | Friendly Face     | Heikki Korpi          | 1'12"6 |
| 1999  | Moni Maker         | États-Unis | Speedy Crown      | Johnny Takter         | 1'12"3 |
| 1998  | Louise Laukko      | Finlande   | Fly Caster        | Jorma Kontio          | 1'14"6 |
| 1997  | Dryade des Bois    | France     | Off Gy            | Joseph Verbeeck       | 1'14"8 |
| 1996  | Crowning Classic   | États-Unis | Crowning Point    | Mauro Baroncini       | 1'14"9 |
| 1995  | Bolets Igor        | Suède      | Texas             | Lennart Forsgren      | 1'15"6 |
| 1994  | Bahama             | France     | Quito de Talonay  | Jean-Pierre Dubois    | 1'14"6 |
| 1993  | Park Avenue Kathy  | États-Unis | Mystic Park       | Göran Johansson       | 1'17"6 |
| 1992  | Merlengo Dra       | Italie     | Sharif di Iesolo  | Lorenzo Baldi         | 1'16"5 |
| 1991  | Miss Baltic        | États-Unis | Baltic Speed      | Jan Nordin            | 1'15"5 |
| 1990  | Linzatao           | Italie     | Neil Hanover      | Giancarlo Baldi       |        |
| 1989  | Einstein           | Italie     | Speedy Crown      | Inucci Floriano       |        |